# Jim Aernouts
Jim Aernouts (* 23. März 1989 in Antwerpen) ist ein ehemaliger belgischer Radrennfahrer, der vorrangig im Cyclocross aktiv war.

## Werdegang
In der Jugend wurde Aernouts im Jahr 2005 belgischer Meister im Mountainbike, im Cyclocross belegte er den zweiten Platz. Außerdem wurde er Dritter bei dem Junioren-Crossrennen in Kalmthout. In der Saison 2006/2007 gewann er die Gesamtwertung der Junior Superprestige im Cyclocross und wurde 2007 belgischer Meister bei den Junioren. Auf dem Mountainbike belegte er noch einmal den dritten Platz bei der nationalen Meisterschaft, jedoch legte er seinen Schwerpunkt auf den Cyclocross.
Seit Juli 2008 fuhr Aernouts für das Continental Team Palmans-Cras. In der Saison 2009/2010 gewann er in der Kategorie U23 das einzige Weltcup-Rennen seiner Karriere und die Belgischen Meisterschaften. In der Saison 2010/2011 gewann er noch einmal die Gesamtwertung der Superprestige, diesmal in der U23.
Im Jahr 2011 wechselte Aernouts zum Team Sunweb-Revor und zur Saison 2015/2016 zum belgischen Continental Team Baloise - Trek Lions, das sich auf den Cyclocross konzentriert. In der Elite konnte er an seine Erfolge von den Junioren und der U23 nicht anknüpfen. Mit seinem Team startete er regelmäßig im Cyclocross-Weltcup und erreichte einige Top-10-Platzierungen, sein bestes Ergebnis war ein vierter Platz beim Jingle cross in Iowa in der Saison 2016/2017. Zuletzt konnte er im Oktober 2019 den Grand Prix Topolcianky und den Grand Prix Podbrezová in der Slowakei gewinnen.
Auf der Straße nahm er mit seinem Team in der Sommersaison jährlich an mehreren Rennen teil, u. a. an der Belgien-Rundfahrt und der Tour de Wallonie, jedoch konnte er keine zählbaren Erfolge einfahren.
Zum Ende der Saison 2020/2021 beendete Jim Aernouts seine Karriere und wird zukünftig zusammen mit seiner Frau ein Restaurant führen.

## Erfolge
2006/2007
- Belgischer Meister (Junioren)
- drei Rennen und Gesamtwertung der Junior Superprestige

2009/2010
- UCI-Weltcup, Koksijde (U23)
- Belgischer Meister (U23)
- GvA Trofee – Internationale Sluitingsprijs (U23)

2010/2011
- Superprestige – Topsport Vlaanderen Trofee Ruddervoorde (U23)
- Superprestige – Hamme-Zogge (U23)
- Gesamtwertung der U23 Superprestige
- Gva Trofee – Grote Prijs van Hasselt (U23)
- Gva Trofee – Krawatencross (U23)
- Noordzeecross (U23)

2012/2013
- Grand Prix de la Commune de Contern

2013/2014
- Ispasterko Udala Sari Nagusia